# Desbordesius
Desbordesius is een geslacht van kevers uit de familie bladkevers (Chrysomelidae).
De wetenschappelijke naam van het geslacht werd in 1933 gepubliceerd door Laboissiere.

## Soorten
- Desbordesius piceus Kimoto, 1989